# Jankowszczyzna (rejon brasławski)
Jankowszczyzna – dawna kolonia. Tereny, na których leżała, znajdują się obecnie na Białorusi, w obwodzie witebskim, w rejonie brasławskim, w sielsowiecie Drujsk.

## Historia
W czasach zaborów zaścianek w gminie Przebrodź, w powiecie dzisieńskim, w guberni wileńskiej Imperium Rosyjskiego.
W latach 1921–1945 wieś a następnie kolonia leżała w Polsce, w województwie wileńskim, w powiecie dziśnieńskim, od 1926 roku w powiecie brasławskim, w gminie Przebrodzie.
Według Powszechnego Spisu Ludności z 1921 roku zamieszkiwało tu 49 osób, 48 było wyznania rzymskokatolickiego a 1 prawosławnego. Jednocześnie 4 mieszkańców zadeklarowało polską a 45 białoruską przynależność narodową. Było tu 10 budynków mieszkalnych. W 1931 w 9 domach zamieszkiwało 50 osób.
Wierni należeli do parafii prawosławnej w Ikaźni. Miejscowość podlegała pod Sąd Grodzki w Brasławiu i Okręgowy w Wilnie; właściwy urząd pocztowy mieścił się w Drujsku.